# Chiesa di San Vito in Pasquirolo
La chiesa di San Vito in Pasquirolo è una chiesetta che sorge nel pieno centro di Milano, in largo Corsia dei Servi 4, sorta sull'area del frigidarium delle Terme Erculee, che furono le più grandi terme della città romana di Mediolanum (la moderna Milano), delle quali si conservano pochi, modesti avanzi accanto alla chiesa.
Il nome deriva dal pasquirolo, il pascolo pubblico che in passato stava davanti alla chiesa. Essa è sopravvissuta al rifacimento urbanistico e architettonico dell’area avvenuto dopo la Seconda guerra mondiale. Dal 2007 è stata ceduta alla Chiesa ortodossa russa in Italia, che vi insedia la parrocchia di Sant'Ambrogio, la seconda nella città ambrosiana dopo quella dei Santi Sergio, Serafino e Vincenzo, e vi pratica il rito ortodosso..

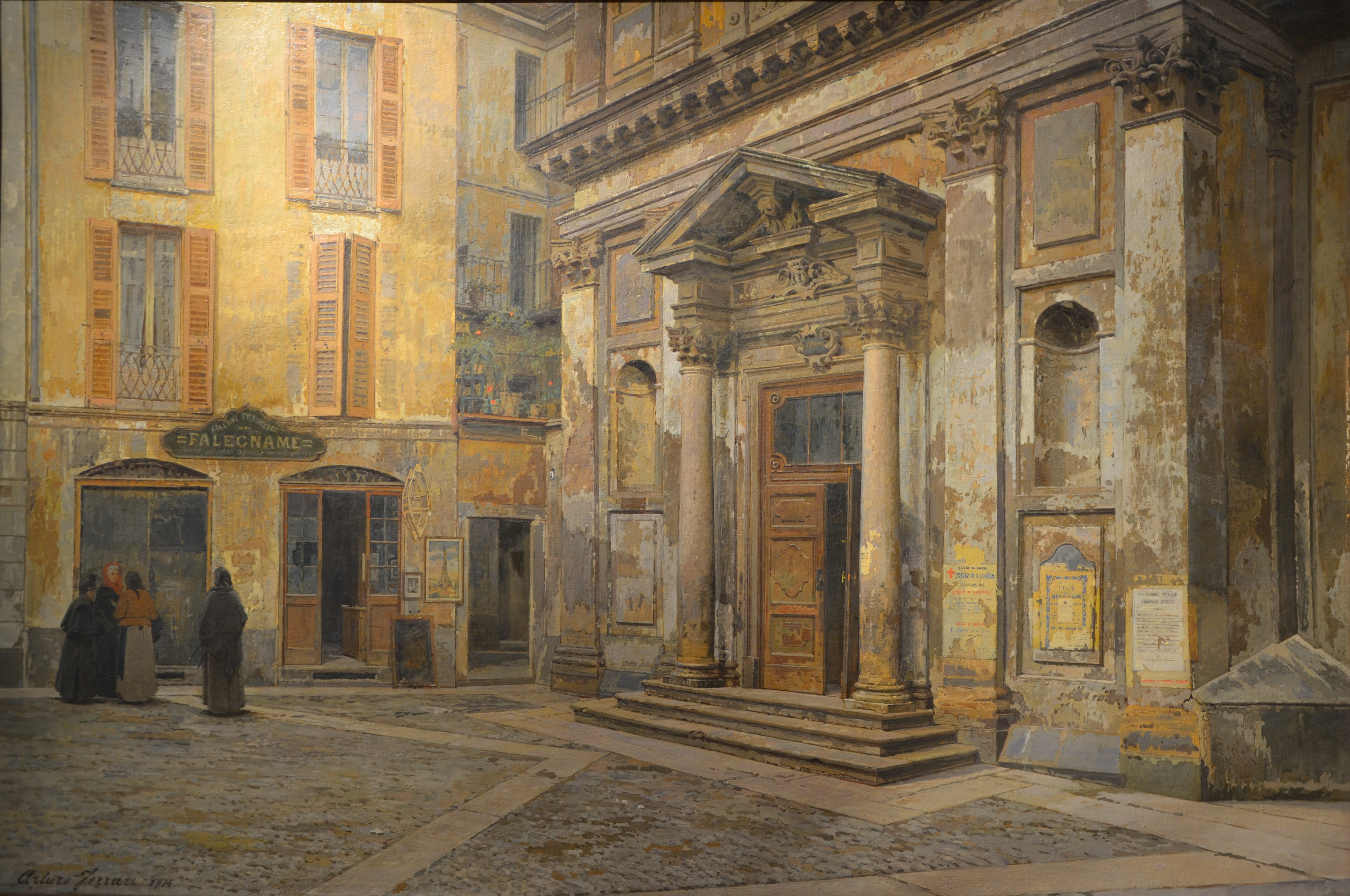
Arturo Ferrari, L'età che tramonta, San Vito al Pasquirolo, Milano

## Storia
La chiesa risale originariamente al XII secolo e dal XIV fu chiesa parrocchiale. Lo stato dell’edificio, tuttavia, nel corso dei secoli si era molto compromesso, per cui, su impulso del Cardinale Federico Borromeo, la chiesa subì un rifacimento barocco nel 1621 da parte dell’architetto Gian Pietro Orobono. Il portale invece è un progetto del pittore Bartolomeo della Rovere, detto il Genovesino e fu realizzato nel 1626.

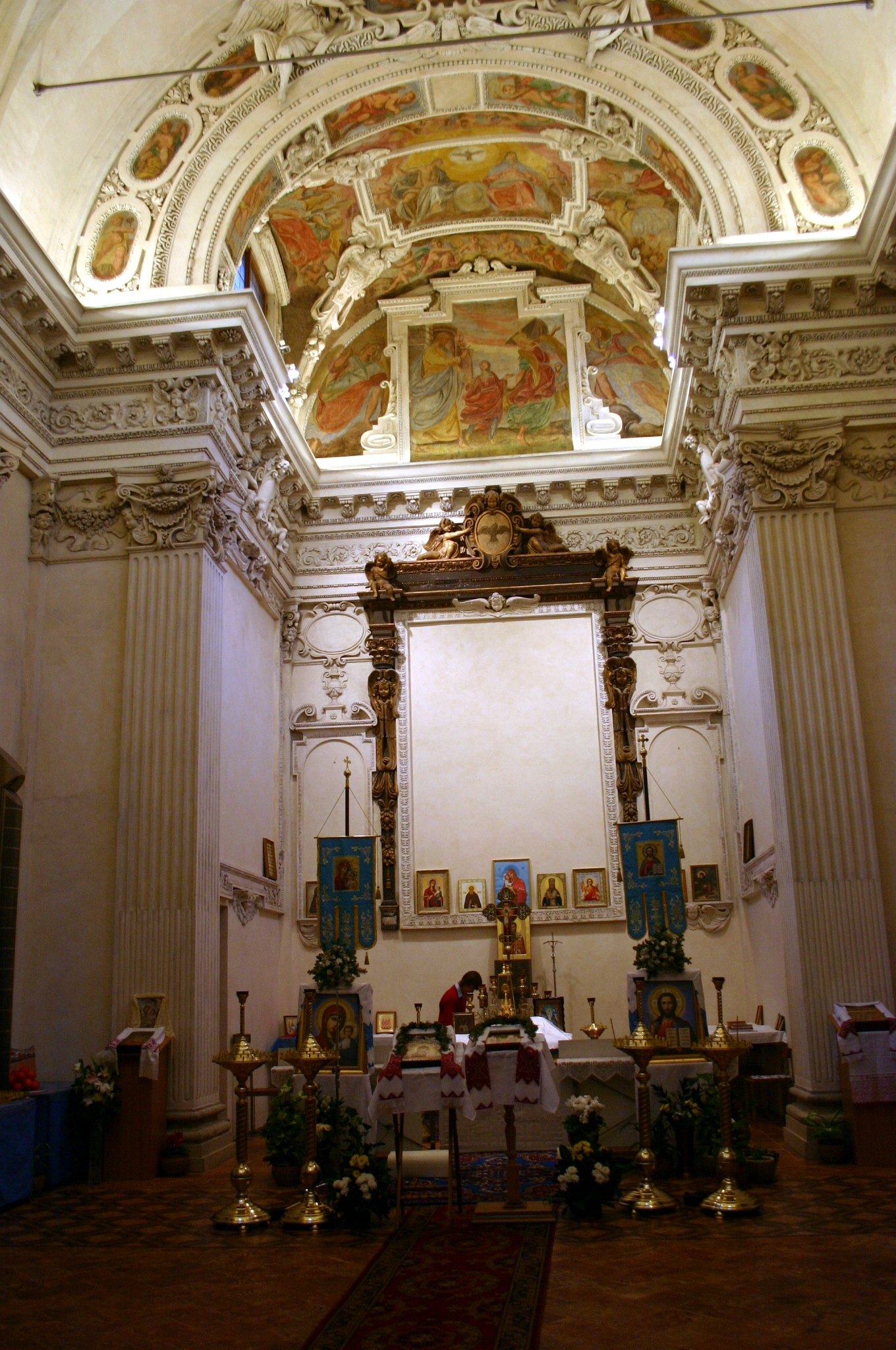
Veduta dell'absidiola.

## Descrizione
La chiesa di San Vito in Pasquirolo è un piccolo edificio religioso a navata unica con volta a botte che possiede due cappelle laterali per ciascun lato. La chiesa possiede anche un presbiterio di forma rettangolare e una piccola abside. La facciata, che ha stile barocco, possiede due ordini di lesene di stile corinzio.
L'interno della chiesa era arricchito di pitture che sono andate disperse con la sconsacrazione del 1938. In particolare erano degne di nota una tela di Simone Peterzano, ultimata nell’ultimo decennio del 1500, raffigurante la Madonna con Santa Margherita e San Francesco; e le tele risalenti al 1630 circa di Carlo Francesco Nuvolone e Melchiorre Gherardini (raffiguranti il martirio di San Vito) e quella di Carlo Antonio Rossi (raffigurante San Zenone). La volta dell’abside fu invece decorata con stucchi e affreschi dai fratelli Fiammenghini.

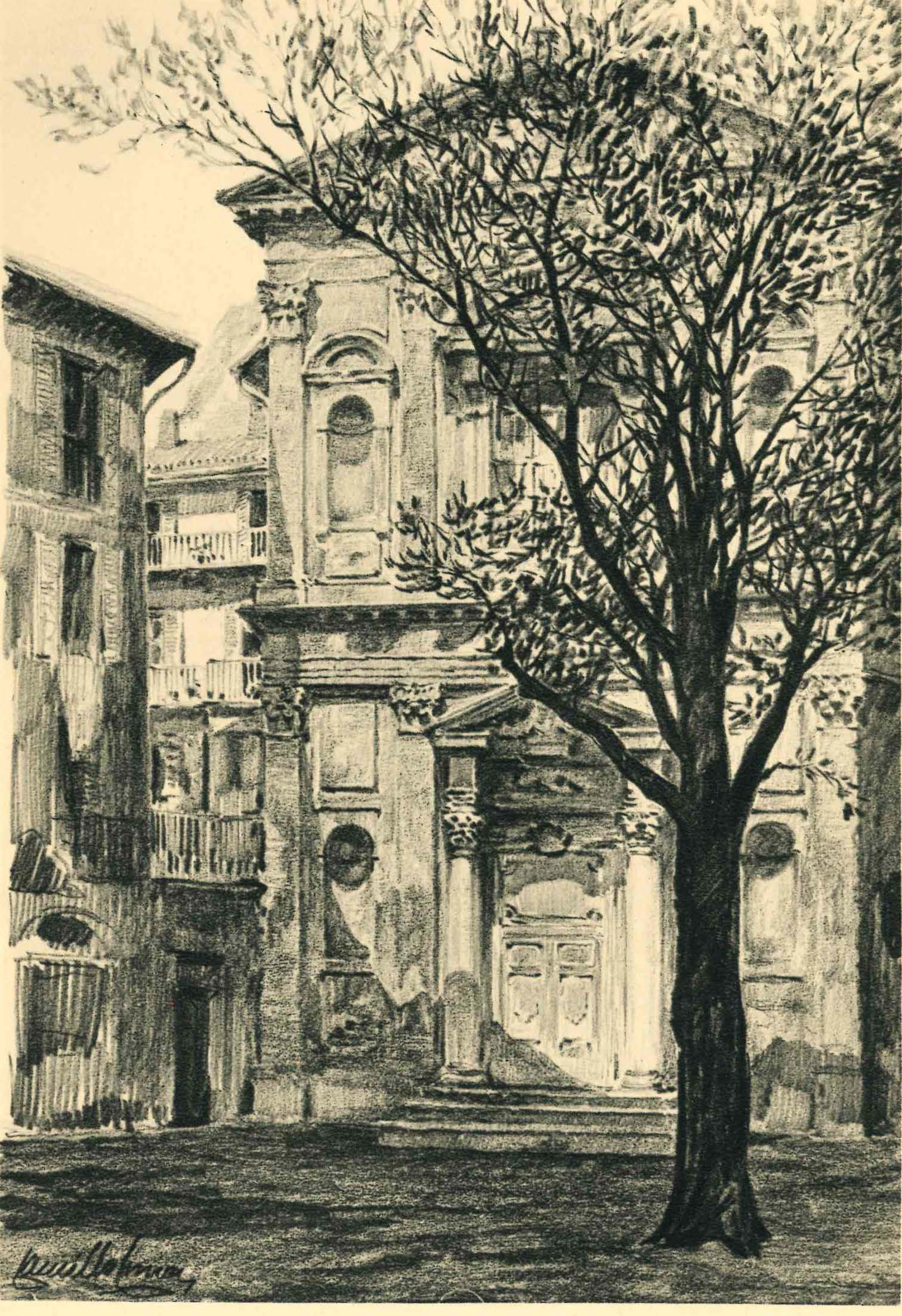
La chiesa di San Vito in Pasquirolo e la piazzetta antistante